# Эквист, Лотта
Лотта Эквист (швед. Lotta Ökvist; род. 17 февраля 1997[…], Питео, Норрботтен) — шведская футболистка, выступающая на позиции защитника за шведский клуб «Хаммарбю» и за женскую сборную Швеции.
Она ранее выступала за шведские клубы «Хаммарбю», «Питео» и «Умео», а также за английский клуб «Манчестер Юнайтед».

## Клубная карьера
Поиграв за клубы «Питео» и «Умео» в своей родной Швеции, Лотта Эквист подписал контракт с командой Национальной женской футбольной лиги «Бостон Брейкерс» в октябре 2017 года в преддверии сезона 2018 года. Однако перед его началом сезона «Бостон Брейкерс» был расформирован, и Эквист была выбрана клубом «Хьюстон Даш» в качестве 13-го номера на итоговом драфте 7 марта 2018 года. Две недели спустя Эквист была продана в «Орландо Прайд» в обмен на выбор Орландо в третьем раунде драфта колледжей NWSL 2019 года. 3 июля 2018 года «Орландо Прайд» объявил, что они отпускают Эквист, чтобы та могла найти себе место в Европе. Эквист никогда не выходила на поле в официальном матче за «Орландо Прайд».
4 июля 2018 года «Хаммарбю», выступавший в шведском Дамаллсвенскане, объявил о том, что они подписали Эквист до конца сезона 2018, по итогам которого команда вылетела в Элитэттан. Эквист оставалась в «Хаммарбю» до августа 2019 года, в каждом матче выходя в стартовом составе.
20 августа 2019 года Эквист подписала контракт с клубом «Манчестер Юнайтед», выступающем в английской Женской суперлиге Футбольной ассоциации. Эквист дебютировала за команду в матче против «Манчестер Сити», проходившем в рамках чемпионата Англии 7 сентября 2019 года и завершившемся проигрышем её клуба со счётом 0:1.

## Карьера в сборной
Лотта Эквист представляла Швецию в сборных до 17, до 19 и до 23 лет. В 2015 году она внесла свой вклад в победу шведок на чемпионате Европы среди девушек до 19 лет.
В марте 2020 года Эквист была впервые вызвана в главную женскую сборную Швеции для участия в Кубке Алгарве 2020 года. Она дебютировала за неё 7 марта, выйдя в основном составе во втором матче турнира против Дании.

## Статистика

### Клубная
| Клуб              | Сезон            | Лига             | Лига | Лига | Национальный кубок | Национальный кубок | Кубок лиги | Кубок лиги | Всего | Всего |
| Клуб              | Сезон            | Дивизион         | Игры | Голы | Игры               | Голы               | Игры       | Голы       | Игры  | Голы  |
| ----------------- | ---------------- | ---------------- | ---- | ---- | ------------------ | ------------------ | ---------- | ---------- | ----- | ----- |
| Питео             | 2013             | Дамаллсвенскан   | 4    | 0    | 1                  | 0                  | —          | —          | 4     | 0     |
| Питео             | 2014             | Дамаллсвенскан   | 12   | 0    | 2                  | 0                  | —          | —          | 14    | 0     |
| Питео             | 2015             | Дамаллсвенскан   | 11   | 0    | 0                  | 0                  | —          | —          | 11    | 0     |
| Питео             | Всего            | Всего            | 27   | 0    | 3                  | 0                  | —          | —          | 30    | 0     |
| Умео              | 2016             | Дамаллсвенскан   | 11   | 1    | 1                  | 0                  | —          | —          | 12    | 1     |
| Питео             | 2016             | Дамаллсвенскан   | 8    | 0    | 1                  | 1                  | —          | —          | 9     | 1     |
| Питео             | 2017             | Дамаллсвенскан   | 20   | 1    | 0                  | 0                  | —          | —          | 20    | 1     |
| Питео             | Всего            | Всего            | 28   | 1    | 1                  | 1                  | —          | —          | 29    | 2     |
| Орландо Прайд     | 2018             | NWSL             | 0    | 0    | —                  | —                  | —          | —          | 0     | 0     |
| Хаммарбю          | 2018             | Дамаллсвенскан   | 6    | 1    | 1                  | 0                  | —          | —          | 7     | 1     |
| Хаммарбю          | 2019             | Элитэттан        | 18   | 2    | 0                  | 0                  | —          | —          | 18    | 2     |
| Хаммарбю          | Всего            | Всего            | 24   | 3    | 1                  | 0                  | —          | —          | 25    | 3     |
| Манчестер Юнайтед | 2019/20          | FA WSL           | 3    | 0    | 0                  | 0                  | 3          | 0          | 6     | 0     |
| Всего за карьеру  | Всего за карьеру | Всего за карьеру | 93   | 5    | 6                  | 1                  | 3          | 0          | 102   | 6     |

1. ↑  Включая Кубок Швеции и Кубок Англии
2. ↑  Включая Кубок английской лиги

## Достижения
Международные
- Чемпион Европы (девушки до 19 лет): 2015[17]